# Фототрофы

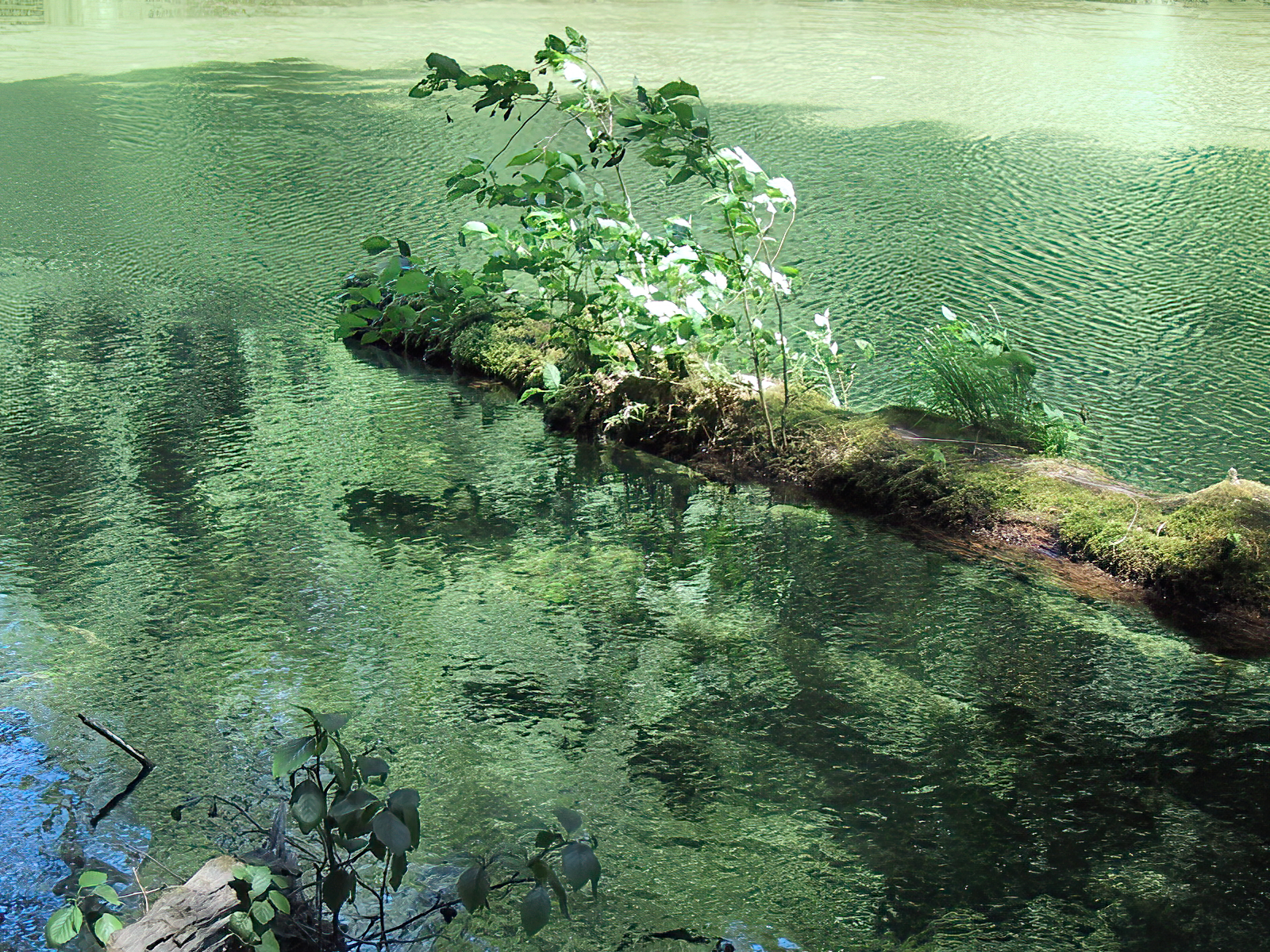
Наземные и водные фототрофы: растения растут на бревне, плавающем в богатой водорослями воде.

Фототрофы (др.-греч. φῶς, φωτός = свет, τροϕή = питание) — это организмы, которые используют свет для получения энергии. Они используют энергию света для поддержания различных метаболических процессов. Существует распространенное заблуждение, что фототрофы должны обязательно фотосинтезировать. Многие, хотя далеко не все, действительно фотосинтезируют: они используют энергию света, чтобы преобразовывать углекислый газ в органический материал, который служит для построения их тела, или в качестве источника для последующих катаболических процессов (например, в виде крахмала, сахаров и жиров). Однако некоторые фототрофы не фотосинтезируют и потребляют исключительно готовые органические вещества. Все фототрофы используют либо электрон-транспортную цепь, либо прямой перенос протонов через мембрану, как это делают галобактерии, чтобы создать электрохимический градиент, который используется АТФ-синтазой для синтеза АТФ.

## Фотоавтотрофы
Большинство фототрофов относятся к автотрофным организмам или фотоавтотрофам, которые могут фиксировать неорганический углерод. Им можно противопоставить хемотрофов, которые получают энергию путём окисления доноров электронов. Фотоавтотрофы способны синтезировать свои собственные продукты питания из неорганических веществ с использованием света в качестве источника энергии и углекислого газа в качестве основного источника углерода. К этой категории относятся зелёные растения, цианобактерии и многие фотосинтезирующие бактерии.

### Экология
В экологическом смысле, фототрофы являются источником пищи для гетеротрофных организмов. В наземной среде обитания растения являются наиболее разнообразной и распространённой группой фототрофов, а в водной среде обитает целый ряд фототрофных организмов, таких как водоросли (например, ламинария) и других протистов (эвглены и динофлагелляты) фитопланктон и бактерии (например, цианобактерии). Все эти организмы живут на тех глубинах, куда проникает солнечный свет, в так называемой эвфотической зоне.
Самые распространённые фототрофы на Земле, вне всякого сомнения, — цианобактерии. Они являются прокариотическими организмами, осуществляют оксигенный фотосинтез и освоили огромное количество природных местообитаний, в том числе пресные водоёмы, моря, почвы, а также вступают в симбиоз с грибами (лишайники) и папоротниками. Цианобактерии осуществляют фотосинтез подобно зелёным растениям, поскольку органеллы растений являются фактически производными от эндосимбиоза с сестринской группой цианобактерий.

## Фотогетеротрофы
В отличие от фотоавтотрофов, фотогетеротрофы — это организмы, которые используют свет как источник энергии и главным образом органические соединения как источник углерода. Фотогетеротрофы синтезируют АТФ при помощи фотофосфорилирования но не могут фиксировать CO2 и поэтому используют готовые органические соединения для построения биомолекул. Этот тип питания представлен исключительно среди бактерий и архей. К фотогетеротрофным организмам относятся зелёные несерные бактерии, пурпурные несерные бактерии, галобактерии, гелиобактерии и некоторые цианобактерии, которые способны расти гетеротрофно.